# 金花桥街道
金花桥街道，是中华人民共和国四川省成都市武侯区下辖的一个乡镇级行政单位。

## 行政区划
金花桥街道下辖以下地区：
金花桥社区、江安河村、金花村、永康村、陆坝村、川西营村、凉水井村、新苗村、马家河村、九架车村、花龙门村和文昌村。